# Roger Gössner
Roger Gössner (* 11. November 1964 in Ludwigshafen am Rhein) ist ein ehemaliger deutscher Ringer.

## Werdegang
Roger Gössner wuchs in Ludwigshafen am Rhein als Sohn von Helmut Gössner, der 1960 deutscher Vizemeister im Ringen im Halbschwergewicht im griechisch-römischen Stil war, auf. Schon als Kind begann er deshalb, dem Vater nacheifernd, beim KSV Friesenheim ebenfalls mit dem Ringen. Ehrgeizig und talentiert konnte er schon im Nachwuchsbereich viele Erfolge erzielen und belegte bei den Jugend-Weltmeisterschaften 1982 in Colorado Springs in der Klasse bis 60 kg Körpergewicht den 3. Platz. Früher eher klein und schmächtig nahm er später gehörig an Gewicht zu und wuchs zu einem der besten deutschen Mittelgewichtsringer im griechisch-römischen Stil heran. 
Sein bestes Jahr war 1987, als er praktisch aus dem Stand bei den Europameisterschaften einen guten fünften Platz belegte und bei den Weltmeisterschaften in Clermont-Ferrand sensationell Vizeweltmeister wurde. Im Frühjahr 1988 zog er sich eine schwere Verletzung zu, die einen Start bei den Europameisterschaften verhinderte. Bei den Olympischen Spielen 1988 in Seoul ging er zwar an den Start konnte sich aber, wegen des verletzungsbedingten Trainingsrückstandes, nicht im Vorderfeld platzieren. Nach 1988 trat er, wegen seiner Verletzungen, vom internationalen Ringergeschehen zurück. In Deutschland hatte er in seiner Gewichtsklasse außerdem in Thomas Zander aus Aalen einen Konkurrenten bekommen.
In Deutschland rang er noch weiter und startete noch viele Jahre in Mannschaftskämpfen, wo er für den KSV Friesenheim, den KSV Wiesenthal, den ASV Lampertheim und den SV Germania Weingarten antrat. Seit 2005 stand er für den KSV Hemsbach als (Co-)Trainer und Punktegarant auf der Matte. Am 13. Dezember 2008 bestritt er nach 30 Jahren Mannschaftsringen seinen vorerst letzten Ringkampf.

## Internationale Erfolge
(OS = Olympische Spiele, WM = Weltmeisterschaft, EM = Europameisterschaft, GR = griechisch-römischer Stil, Le = Leichtgewicht, Mi = Mittelgewicht, damals bis 68 kg und 82 kg Körpergewicht)
- 1982, 3. Platz, Junioren-WM (Cadets) in Colorado Springs, GR, Klasse bis 60 kg Körpergewicht, hinter Ilsam Gamidow, UdSSR, und Todd Nicholson, USA;
- 1983, 4. Platz, Junioren-WM (Espoirs) in Kristiansund/Norwegen, GR, Le, hinter Marian Przygoda, Polen, Morten Saetre, Norwegen, Marthin Kornbakk, Schweden, und vor Uwe Hemmann, DDR;
- 1986, 4. Platz, Großer Preis der BR Deutschland in Freiburg im Breisgau, GR, Mi, hinter Taimuraz Abchasawa, UdSSR, Siegfried Seibold, BR Deutschland und Bogdan Daras, Polen, und vor Magnus Fredriksson, Schweden;
- 1987, 5. Platz, EM in Tampere, GR, Mi, mit Siegen über Jari Salomäki, Finnland, Magnus Fredriksson, Schweden, und Ernesto Razzino, Italien, und Niederlagen gegen Sergei Nassewitsch, UdSSR, und Tibor Komáromi, Ungarn;
- 1987, 2. Platz, WM in Clermont-Ferrand, GR, Mi, mit Siegen über Fredriksson, Catalfo, USA, Sang Kyu, Korea, Bogdan Daras, Polen, und Niederlagen gegen Nassewitsch und Komáromi;
- 1987, 5. Platz, FILA-Grand-Prix-Turnier in Budapest, GR, Mi, hinter Komáromi, Daras, Sorin Herțea, Rumänien, und Nassewitsch und vor Juan Conde, Kuba;
- 1988, 12. Platz, OS in Seoul, GR, Mi, mit Siegen über Stig Kleven, Norwegen, und Ouman Ngom, Senegal, und Niederlagen gegen Fredriksson und Komáromi;
- 1988, 3. Platz, Großer Preis der BR Deutschland, GR, Mi, hinter Michail Mamiaschwili, UdSSR, und Fredriksson und vor Thomas Zander, BR Deutschland, Hans-Hermann Strauß, BR Deutschland, und Daras;
- 1988, 3. Platz, Großer Preis der ČSSR, GR, Mi, hinter Begi Darcia, UdSSR, und Petr Stehel, Tschechoslowakei

## Deutsche Meisterschaften
- 1986, 3. Platz, GR, Mi, hinter Siegfried Seibold, Bad Reichenhall, und Frank Weniger, Witten;
- 1987, 1. Platz, GR, Mi, vor Hans-Hermann Strauß, Aalen, und Seibold;
- 1988, 1. Platz, GR, Mi, vor Thomas Zander, Aalen, und Seibold;
- 1989, 2. Platz, GR, Mi, hinter Strauß und vor Andrzej Potstata;
- 1990, 2. Platz, GR, Mi, hinter Zander und vor Ralf Bahmer, Heinsheim;
- 1991, 3. Platz, GR, Mi, hinter Strauß und Ömer Cetin, Witten;
- 1992, 3. Platz, GR, Hs, hinter Maik Bullmann, AC Goldbach, und Franz Achter, Hallbergmoos;
- 1994, 1. Platz, GR, Hs, vor Dominik Brandt, Gelenau, und Mirko Klein, Witten;
- 1995, 3. Platz, GR, S, hinter Bullmann und Lars Petzold, Neckargartach;
- 1996, 2. Platz, GR, S, hinter Andreas Steinbach, Schifferstadt, und vor Dirk Zimmermann, Eisenhüttenstadt